# Cloreto de mercúrio(I)
Cloreto de mercúrio (I) é um composto químico com a fórmula Hg2Cl2. Também conhecido como calomelano (uma forma mineral, raramente encontrada na natureza) ou cloreto mercuroso, este sólido denso, branco ou branco-amarelado, inodoro é o principal exemplo de um composto (I) de mercúrio(I). É um componente de eletrodos de referência em eletroquímica.